# Одрадек
Одрадек (нем. Odradek) — вымышленное существо; персонаж рассказа Франца Кафки «Забота главы семейства», написанного в 1917 году и включённого в сборник «Сельский врач» («Ein Landarzt»), опубликованный Куртом Вольфом в Мюнхене и Лейпциге в 1919 году. Привлекло внимание многих философов и литературных критиков, которые оказались сбиты с толку и, пытаясь истолковать его значение, предложили множество вариантов анализа текста. Тем не менее вопрос интерпретации до сих пор остаётся открытым, при этом существует мнение, что эта история была задумана Кафкой так, чтобы полностью уйти от каких-либо интерпретаций.

## Сюжет
Повествование ведётся от лица рассказчика, Главы семейства. Он сообщает, что в его доме живёт крошечное нечто (называемое им «существо», «устройство», «создание» и «предмет») по имени Одрадек.
Рассказчику неизвестно, чем занимается Одрадек, кроме того, он не может приписать ему какое-либо предназначение или цель, хотя предмет кажется «хоть и бессмысленным, но в своём роде законченным». Вследствие этого рассказчик сомневается в смертности Одрадека, и представление о том, что это бесцельное нечто, возможно, переживёт его, кажется Главе семейства «чуть ли не оскорбительным».

## Описание
На первый взгляд оно выглядит как плоская звездообразная шпулька для ниток, и действительно кажется, что оно обмотано нитками; похоже, правда, что это всего лишь оборванные, старые, связанные друг с другом, а также сбившиеся в комки куски ниток самого разного цвета и вида. Но это не только шпулька — из середины звезды выходит ещё маленький поперечный стержень и к этому стержню потом под прямым углом присоединяется ещё один. С помощью этого последнего стержня с одной стороны и одного из лучей звезды с другой стороны всё это создание может стоять прямо, словно на двух ногах.— Франц Кафка, «Забота главы семейства»
Одрадек может передвигаться по дому и покидать его, «он крайне подвижен, и его невозможно поймать», и хотя бывает, что «его месяцами не видно», он всё же «неизбежно возвращается». Большую часть времени Одрадек «нем как дерево, которое, кажется, и составляет всю его природу», однако он способен разговаривать и даже смеяться, при этом смех его звучит как «шелест в опавших листьях».
Сам Одрадек в разговорах с рассказчиком характеризует своё место жительства как «неопределённое», что соответствует записи в паспорте бездомного в Чехии того времени.

## Этимология
Кафка в первом же абзаце рассказа даёт намек на то, что, если открыть этимологию выдуманного им слова, то это позволило бы прояснить цель и происхождение самого объекта. В то же время он указывает на то, что это слово не имеет определённого значения, а, следовательно, не имеет и очевидного происхождения.

Одни говорят, что слово «одрадек» заимствовано из чешского языка и пытаются на основании этого доказать его образование. Другие же считают, что оно немецкого происхождения и только претерпело изменения благодаря славянскому влиянию. Неопределённость обоих толкований, однако, позволяет по праву заключить, что ни одно из них не является верным, тем более, что ни то, ни другое не даёт возможности найти смысл данного слова.— Франц Кафка, «Забота главы семейства»
В чешском языке существует глагол «odradit», означающий «обескураживать, отговаривать». Макс Брод, душеприказчик Кафки, и литературовед Вильгельм Эмрих связывали название Одрадека именно с ним. На этом же основании сценарист и режиссёр Аня Мексин выдвинула предположение, что первый абзац является одновременно и шуткой над будущими академическими попытками понять эту историю, и подсказкой к поиску определённого значения этого слова. Само название как бы пытается отговорить читателя от попыток найти в нём смысл. Одрадек в этом случае был бы способом называния чего-нибудь бессмысленного, своеобразным семантическим парадоксом.

Таким образом, Одрадек — маленький скептик, молчаливый отговаривающий. И, в частности, он, кажется, отговаривает против самой интерпретации, против попыток создания смысла. Его присутствие — это холодное объявление экзистенциального факта: «Я ничего не значу, но я здесь».— Anya Meksin «Ragged Bits of Meaning, Wound on a Star-Shaped Spool for Thread»
Детлеф Кремер отсылает к чешскому «řádek», в значении «строка», хотя фонетические различия свидетельствуют против этого истолкования.
Культуролог Славой Жижек, ссылаясь на французского лингвиста Жан-Клода Мильнера, указывает, что «odradek» является частью анаграммы древнегреческого слова «додекаэдрон» (в немецком написании «Dodekaeder»). Такое толкование слова согласуется с тем, что Одрадек напоминает что-то сломанное, в чём не хватает какой-то части.
В некоторых славянских языках можно обнаружить слова, близкие по корню и звучанию, например, польское «odradzić» («противостоять») или сербское и сербохорватское «одрадити» («сделать что-то плохо», либо «привести в действие», «довести до конца»).

## Интерпретации
Как и любой из текстов Кафки, «Заботу главы семейства» можно интерпретировать по-разному. Невозможно точно определить, что такое Одрадек, а также то, что Кафка считал Одрадеком при написании рассказа. Под этой фигурой аллегорически чаще всего подразумевается общий вопрос о смысле, поскольку в тексте остаётся неясным статус её реальности и значения. Сам рассказчик прямо описывает природу и значение Одрадека как непонятные и противоречивые.
Однако литературоведы и философы вывели из этой истории и другие уровни интерпретаций.

### Бесполезный предмет
В тексте ясно указано, что объект не имеет очевидного применения. Одна из вероятных буквальных интерпретаций произведения состоит в том, что Одрадек — это любой ненужный и бесполезный предмет, который держат в доме без видимой причины.
Самюэль Раммельмайер в статье «Notizen auf den Zweck Odradeks in Kafkas „Die Sorge des Hausvaters“» утверждал, что неясность и бесполезность объекта создают фон для рассказчика. При этом явную бесполезность Одрадека, если рассматривать её в свете экзистенциального страха, пронизывающего последний абзац, можно понимать как подчёркивание отсутствия цели у рассказчика.
Его мнение разделяет и писатель Хайнц Политцер, заявляющий, что абсурдистские произведения Кафки подчёркивают бессмысленность жизни своих героев. Такую интерпретацию можно сравнить с нигилистическим тоном более известного произведения Кафки «Превращение».

### Критика капитализма
Профессор Вилли Гетшель в статье «Kafka’s Dis/Enchanted World» анализирует «Заботу главы семейства» с нескольких точек зрения. В частности, он отмечает, что с точки зрения марксистского литературного критицизма этот рассказ можно рассматривать как критику капитализма в период его расцвета. Одрадек представляет товар, то, что «осталось от жизни после того, как всё было сведено к материализму»; «это мусор, который не исчезнет».
Аня Мексин соглашается, что этот анализ применим с марксистской перспективы. Одрадек, сделанный из нитей, используемых для штопки, представляет мир практических рукотворных предметов, объектов, изолированных от создавшего их человеческого труда.
В этом случае мы видим, что отношения между Главой семейства и Одрадеком представляют отчуждённые отношения между пролетарием и потребительскими товарами, которые он создал. Предположение, что Одрадек переживёт рассказчика, и страдания, которые причиняет ему эта мысль, можно интерпретировать как идею о том, что эти товары будут унаследованы детьми и внуками рассказчика, и таким образом превзойдут создавшего их, но так, что сам создатель будет при этом полностью забыт.
Швейцарский литературовед и культуролог Андреас Килчер в 2010 году также сравнил описание Одрадека с критикой товаров Карлом Марксом.

### Вытесненные воспоминания
Рассматривая текст с фрейдистской точки зрения, Гетшель говорит, что Одрадек может быть «психологическим возвращением вытесненного». Это репрезентация событий или идей, которые человек решил забыть, но которые появляются снова и снова, воспоминания, никогда не исчезающие окончательно. В этой интерпретации Одрадек всегда там, где находится Глава семейства, где проявляется его страх, где сила подавления больше не работает, и в этом смысле Одрадек является неотъемлемой частью рассказчика.
Вальтер Беньямин назвал Одрадека «формой, которую вещи принимают в забвении».
Гарольд Блум также рассматривал Одрадека с фрейдистских позиций, видя в нём провокацию («он провоцирует главу семейства на сверхъестественные размышления, которые, возможно, являются кафкианской пародией на стремление к смерти по Фрейду»), «детское творение, бесцельное и поэтому не подверженное влечению к смерти» и «фрейдистское возвращение вытесненного».
Такая интерпретация подтверждается письмами и биографией Кафки: примерно в 1921 году он написал письмо Милене Есенской, в котором объяснял свои психические расстройства в явно фрейдистском свете. Более того, в «Письме отцу» он рассказывает о пережитой в детстве эмоциональной травме, что придает этому аргументу биографический вес.

### Память о родителях
Слово «одрадек» может являться частью анаграммы, составленной из названий мест рождения родителей Кафки (его мать родилась в Подебрадах, а отец — в Осеке). Косвенно это предположение подтверждается тем, что Одрадек имеет «неопределённое место жительства».
В этом случае Одрадек может быть истолкован как критика такой разнородной пары, которой являлись полемичный и импульсивный отец и нежная и терпеливая мать Кафки. Для Главы семейства (которым так и не стал Кафка), память об этой паре могла бы иметь «крошечные размеры», побуждающие не задавать ей «трудных вопросов», обращаться с ней, «как с ребёнком», и при этом не иметь никакого значения, но «неизбежно возвращаться». Беспокойство рассказчика при мысли о том, что подобный объект может пережить его самого (как и случилось с Кафкой), также является оправданным в этой интерпретации.

### Религиозное толкование
Религиозная перспектива открывает другую интерпретацию текста.
Гетшель предполагает, что плоская звездообразная форма существа, напоминающая о Звезде Давида, может указывать на то, что Одрадек олицетворяет традицию (в частности, еврейскую традицию), передаваемую из поколения в поколение. Подразумевается, что с каждым новым поколением к Одрадеку добавляются ещё несколько фрагментов «нити».
По словам Ани Мексин, Одрадек олицетворяет разрыв между миром Главы семейства и миром трансцендентного. Одрадек бессмертен, скрывается в тени, переходит из поколения в поколение и свидетель их всех. Мексин также указывает, что описание Одрадека, включающее два деревянных стержня, перекрещенные под прямым углом, может напоминать о распятии.
В 1963 году Курт Вайнберг в «Kafkas Dichtungen. Die Travestien des Mythos» также истолковал Одрадека символически в смысле Звезды Давида, из которой возникает христианский крест, однако позднее германист Хайнц Хиллманн обвинил его в чрезмерной интерпретации.
Хотя Раммельмайер выступает против чётких метафорических интерпретаций этой истории, он признает, что Одрадек обладает некоторыми сверхъестественными качествами, такими как исчезновение и новое появление. Он утверждает, что эти сверхъестественные качества становятся ещё более заметными благодаря объективному стилю текста, что из-за стилистической сухости текста читатель, прочитавший рассказ через призму идеологии, может найти доказательства любой интерпретации, которой он пожелает придерживаться. Тем не менее последний абзац, в котором рассказчик выражает озабоченность судьбой своих потомков, употребляя библейское выражение «дети моих детей», очевидное отсутствие цели у Одрадека, его эфемерные качества, религиозная символика поперечного стержня и формы звезды, а также упоминание смерти в последней строке говорит о том, что в этой истории представлены текстовые свидетельства связи Одрадека с религией или, по крайней мере, с культурными традициями.

### Одрадек как антагонист
В анализе Славоя Жижека акцент делается на предложении «Можно было бы склониться к мнению, что данное устройство имело раньше какую-нибудь целесообразную форму и сейчас просто сломалось». Отсюда он выводит, что Одрадек должен быть частью целого. Этим целым, по мнению Жижека, являются отношения между рассказчиком и Одрадеком. Следовательно, Одрадек может рассматриваться как дополнение рассказчика, который, в свою очередь, также должен быть сломан, а его части должны быть вложены в форму Одрадека, поэтому Одрадек — это то, о чём Глава семейства должен беспокоиться и заботиться.
Некоторые характеристики, приведённые в тексте, указывают на то, что Одрадек является прямой противоположностью повествователю:
- Рассказчик особенно озабочен тем, что даже когда он перестанет существовать, Одрадек переживёт его и продолжит свою бессмысленную деятельность. Одрадек бессмертен, в то время как Глава семейства должен умереть.
- Одрадек не имеет никакой цели или функции, в то время как рассказчик является мужчиной, ответственным за семью, а значит, имеет чётко определённую цель.
- Место жительства Одрадека неопределённо, тогда как рассказчик живёт именно в том доме, где проходят его встречи с Одрадеком.

### Экокритическое толкование
Иэн Флайшман в статье «Шорох антропоцена: Одрадек Кафки как экокритическая икона» (2017) выполнил обзор исследований, посвящённых Одрадеку как иллюстрации новейших подходов в гуманитарных науках об окружающей среде. Например, для философа Тимоти Мортона Одрадек — пример «попытки концептуализировать объекты настолько огромные и всеобъемлющие (такие, как изменение климата), что они, казалось бы, находятся за пределами человеческого восприятия», а для Джейн Беннетт — символ всех не замеченных человечеством существ, населяющих экосистему планеты. Джозеф Хиллис Миллер видит в Одрадеке «модель саморазрушающихся неорганических технологических структур», «бесцельную процедуру» и новый способ осмысления окружающего мира, а философ Вернер Хамахер — «ловушку», «искушение искать более глубокий смысл, чем тот, который мы могли бы понять». Сам Флайшман полагает, что Одрадек — не сущность, а «язык, способный выражать невыразимое и концептуализировать непостижимое» и «то, как заканчивается наш мир — не взрывом, а шорохом».

### Спор между Вильгельмом Эмрихом и Малкольмом Пэсли
Многие толкователи интерпретируют Одрадека как сомнение в самом значении. Наиболее старый спор на этой почве произошёл между Вильгельмом Эмрихом, который начал с общего сомнения по поводу смысла, и Малкольмом Пэсли, который пытался интегрировать более конкретные биографические аспекты.
Более универсальная теория Вильгельма Эмриха основана на парадоксе: если бессмысленное переживает значимое, значимое становится бессмысленным. Это позволяет на основании сравнения образов и мотивов Кафки заключить, что Одрадек представляет собой «завершение всех усилий, происходящих в человеческом и животном обществе», «взаимосвязь и противоположность всех человеческих жизненных и мыслительных процессов».
Малькольм Пэсли, с другой стороны, исходил из хронологического порядка и подчеркивал близость «Заботы главы семейства» к рассказам Кафки «Охотник Гракх» и «Одиннадцать сыновей», тем самым утверждая, что Одрадек символизирует самого Кафку и его творчество, а не универсальный фон. Одрадек кажется «шифром для самого Кафки», «новым образом его собственного существования с точки зрения отца», и Пэсли считает, что на втором уровне интерпретации необходимо задаться вопросом, что Кафка хотел выразить посредством такой «поэтизации его экзистенциальной проблемы».

### Каббалистическое толкование
Анна Косарева в статье «Образ Одрадека в рассказе Ф. Кафки „Заботы главы семейства“» (2023) предлагает свой вариант анализа текста с опорой на увлечение писателя Каббалой, трудами Платона и сочинениями Фридриха Ницше. Согласно её интерпретации, Одрадек — персонификация каббалистического учения и описываемой в нём модели Вселенной, а рассказчик, Глава семейства, — Господь Бог, с недоумением и тревогой взирающий на неполное и деформированное отражение своего творения. Соглашаясь с тем, что имя Одрадек — не что иное, как неполная анаграмма слова «додекаэдр», она считает, что Кафка таким образом иронизирует над стремлением каббалистов приблизиться к Богу, переставляя буквы в словах. Одновременно с этим она также указывает, что согласно Платону и Каббале, Творец создал Вселенную в виде додекаэдра, который позже был использован для «вышивания» небесных созвездий, и именно поэтому Одрадек представляет собой обмотанную разноцветным нитками шпульку. Дерево, составляющее, по мнению рассказчика, природу Одрадека — это каббалистическое Древо Жизни; смех Одрадека — шелест перелистываемых страниц рукописей; его обычное нежелание разговаривать — каббалистическая установка на избегание как вопросов, так и ответов; отсутствие фиксированного места жительства — горькая ирония как над отсутствием у евреев собственной родины, так и отсутствием единой родины у созданных ими эзотерических текстов; лестница, у подножия которой Глава семейства часто находит Одрадека — каббалистическая Лестница Иакова. Важным звеном предлагаемой интерпретации становится аллюзия на «Весёлую науку» Ф. Ницше: Бог в рассказе знает о том, что в будущем может умереть в умах людей, и с грустью думает о том, что не отражающее ни Его, ни Его Замысла каббалистическое учение в итоге сможет его пережить.

### Иные интерпретации
В иллюстрированной книге о Кафке немецкий писатель Клаус Вагенбах изобразил мотоцикл, на котором ездил Кафка, назвав его «моделью Одрадека». Однако впоследствии Вагенбах признался, что это была шутка, высмеивающая пристрастность переводчиков к Кафке.
Профессор Томас Боргстедт в 2009 году указал на связь объекта с деревянной игрушкой, а также на сходство между Одрадеком и Миньоной, персонажем романа Гёте «Годы учения Вильгельма Мейстера»: оба изначально упоминаются как бесполое существо и только позже им придается пол; в обоих есть что-то одновременно механическое и трансцендентное; оба подвижны и трудноуловимы; оба порождают отеческую заботу; оба в известном смысле символизируют поэтическое.
Замечено также сходство между бесцельным существованием Одрадека и отказом от какой-либо осознанной деятельности Бартлби, персонажа рассказа «Bartleby, the Scrivener: A Story of Wall Street» Германа Мелвилла.
Йохан Шимански и Стивен Вулф в монографии «Эстетика границ: концепции и пересечения» предположили, что Одрадек — «пограничное существо», которое «берёт с собой границу во многие места», или, возможно, метафора некой эстетической категории: «В терминах Канта эстетическое (как бескорыстное) не может быть использовано. Но в кафкианских терминах оно связано с идеей использования, хотя и непонятным образом». Кэролин Датлингер также рассматривала Одрадека как воплощение «границ человеческого познания и самой человеческой жизни».
Гила Сафран Наве назвала Одрадека «страдающей душой», Дэвид Сачофф — еврейской культурной традицией, а Марек Некула увидел функцию Одрадека в подрыве веры в «фиксированную, подлинную, „органическую“ и, следовательно, осмысленную еврейскую идентичность». Рональд Хэйман предположил, что образ Одрадека мог быть связан с уроками иврита, которые Кафка брал как раз в период написания рассказа, а Джон Хойлз выдвинул гипотезу, согласно которой эта история могла быть пародией на священный текст — возможно, Талмуд, в котором есть сорок девять уровней смысла, которые необходимо различать: «Столкнувшись с полиморфным излишком формы, пусть и в образе скромного Одрадека, герменевтика безнадёжно хромает».
Самостоятельный Одрадек, не подчиняющийся никаким правилам, имеет сходство и с другими «кафкианскими существами», например, с прыгающими мячами Блюмфельда, старого холостяка. «Маленькая женщина» также принадлежит к этой категории, учитывая её нефункциональные аксессуары, крайнюю подвижность и необычную форму куклы. Все эти существа содержат определённые элементы фарса, а темой произведений являются небывалые особенности объекта, с которым приходится иметь дело в повседневной жизни.

## След в культуре
- Включён в бестиарий Хорхе Луиса Борхеса «Книга вымышленных существ» (1954)[20].
- Два персонажа «Breve Canzoniere» Томмазо Ландольфи (1971), обсуждая музыкальную пьесу «К Элизе», называют её «одрадеком».
- Немецкий композитор Фридхельм Дёль написал музыкальную пьесу «Одрадек» для двух роялей (1976).
- Упоминается в «Historia abreviada de la literatura portátil» Энрике Вила-Матаса (1985).
- Работа Мицухиро Мурои «Танцующая кукла» (1994), получившая премию Акутагавы, использует Одрадека в качестве одного из своих мотивов.
- Одрадек играет важную роль в романе Микеле Мари[итал.] «Tutto il ferro della torre Eiffel[итал.]» (2002).
- Одрадеки — это машины различных форм и размеров, используемые в качестве оружия для защиты адского города Нуова Дите в романе Даниэле Надира «Lo stagno di fuoco» (2005).
- Ироничную переработку Одрадека можно найти в романе Маргериты Оджеро[итал.] «Il compito di un gatto di strada» (2009).
- Является персонажем театральной пьесы Джованни Виньяле[англ.] «Odradek and Billy Bass Drink to the End of the World» (2018).
- Одрадек является сканером окружающей среды, установленным на плечах курьеров в видеоигре Death Stranding 2019 года. В некоторых сценах игры показано, что сканер-одрадек обладает некоторым интеллектом и возможностью сочувствия.
- «Армия маленьких Одрадеков, непостижимая по силе и именно по этой причине неуловимая» — это метафора, которую использует Варавва, персонаж романа Дарио Феррари «La ricreazione è finita» (2023), чтобы определить для небольшой группы террористов образ действий, которому необходимо следовать.
- В 2023 году в Бразилии был снят фильм «Одрадек» (режиссёр Гильерме ди Алмейда Прадо[порт.])[21].
- Упоминается в книге Микеле Мари «Locus Desperatus» (2024).
- С 1 апреля 2024 года Еврейский музей в Праге организовывает городские квесты «В поисках Одрадека»[22].
- В США существует лейбл звукозаписи «Odradek Records»[23].
- «Odradek» — названия итальянского книжного издательства[итал.][24], израильской психоделик-транс-рок-группы[25] и международного литературного журнала, поддерживаемого Пизанским университетом[26].